# Warrant Officer
Warrant Officer, auch warrant officer (WO; englisch für „ermächtigte Vorgesetzte“) bezeichnet in anglophonen Streitkräften eine Ranggruppe, die zwischen Offizierskorps und Unteroffizierskorps einzuordnen ist. Im deutschsprachigen Raum entsprechen diese etwa den historischen Dienstgraden Feldwebelleutnant und bei der Marine Deckoffizier sowie in der DDR der Dienstgradgruppe der Fähnriche. Der Warrant Officer steht in einem besonderen Vorgesetztenverhältnis, das eine Zwitterstellung zwischen den Laufbahnen der Unteroffiziere und der Offiziere (mit Offizierspatent) darstellt. In den US-Streitkräften gilt er als „Fachdienstoffizier mit Dienstgrad unter Leutnant“.

## Einordnung in die Hierarchie
In den Ländern des englischen Sprachraums sind Warrant Officers ranghohe Unteroffiziere (non-commissioned officers, NCO), die unmittelbar unter den Offizieren rangieren. In Großbritannien rekrutieren sich die WO aus langgedienten Berufsunteroffizieren. Die Nähe dieser Dienstgradgruppe zum Unteroffizierkorps ergibt sich auch aus den Dienstposten und deren Bezeichnungen. Dagegen bilden die WO in den US-Streitkräften eine zwischen den Unteroffizieren und den Offizieren angesiedelte eigene Laufbahngruppe. Diese ergänzt sich überwiegend aus Bewerbern mit höherem Schul- oder Universitätsabschluss, die nach Absolvierung einer zweijährigen Ausbildung direkt zu WO befördert werden; das vorherige Durchlaufen der Unteroffizierslaufbahn ist in den USA mittlerweile selten.
Die hierarchischen Unterschiede zeigen sich bei der Einordnung in das NATO-Rangcodesystem: Die britischen WO werden hier zu den Unteroffizieren (Other Ranks) mit den Einstufungen OR-8 und OR-9 gezählt; ihr Dienstgrad entspricht dem der Stabsfeldwebel und Oberstabsfeldwebel der Bundeswehr oder den Offiziersstellvertretern und Vizeleutnanten des Österreichischen Bundesheers, sowie den Adjutant Unteroffizieren (OR-8), Stabsadjutanten, Hauptadjutanten und Chefadjutanten (OR-9) der Schweizer Armee. Der Dienstgrad eines WO ist mit dessen Dienststellung eng verbunden, wie etwa die des Bataillons- oder Regimentsfeldwebels, für die in Bundeswehr und Bundesheer jedoch keine Entsprechungen existieren. 
Die US-amerikanischen WO werden als Warrant Officers in die Sonderstufen WO-1 bis WO-5 eingeordnet. Letztere sind von ihrer fachlichen Kompetenz vergleichbar den Offizieren des Militärfachlichen Dienstes der Bundeswehr, genießen aber nicht deren Befehlsgewalt. Bei einer Übersetzung des Begriffs ins Deutsche wäre hier die Bezeichnung Fachoffizier oder Fachdienstoffizier 1. Klasse (2. Klasse usw.) annähernd zutreffend. Problematischer ist eine Übersetzung mit Feldwebelleutnant: Dieser Rang zählte zwar, bis zu seiner Abschaffung 1920, formal zu den Offizieren, war letztlich aber nur das für Unteroffiziere in Friedenszeiten erreichbare „Spitzenamt“. Er bildete keine eigene Laufbahngruppe und besaß kein Befähigungszeugnis in Form eines Patents, im Unterschied zu den heutigen Warrant Officers der US-Streitkräfte.
In den ehemaligen Bündnisstaaten des Warschauer Pakts bildet die Laufbahngruppe der Fähnriche das Pendant, in Deutschland die nach dem Ersten Weltkrieg nicht mehr besetzten Deckoffiziere sowie bis zum Zweiten Weltkrieg die seltenen Festungswerkmeister und Hufbeschlaglehrmeister (mit je einem Beförderungsdienstgrad).

## Entstehung
Das Warrant-Officer-Korps entstand im 18. Jahrhundert in der Royal Navy Englands. Die Hierarchie der Warrant Officers führte stets der Steuermann an, der ähnliche Privilegien genoss wie der Lieutenant. Ihm folgten zivile Fachleute wie der Proviantmeister, der Schiffsarzt und – auf größeren Schiffen – der Bordgeistliche. Aus der Seemannslaufbahn aufgestiegen waren in der Regel der für die Borddisziplin verantwortliche Bootsmann, der Zimmermann und der Oberkanonier/Feuerwerker. Ebenso zählte der Koch zu den WO.
Diese Spezialisten autorisierte eine königliche Vollmacht bzw. Bestallung (Royal warrant), die ihnen nach dem Bestehen einer Eignungsprüfung vom Marineversorgungsamt (Navy Board) beurkundet und ausgestellt wurde. Dies garantierte den WO ein gewisses Maß an Unabhängigkeit gegenüber den regulären Seeoffizieren, was sie von den einfachen Schiffsunteroffizieren (petty officers) unterschied, deren Beförderung (und Degradierung) allein vom Willen des Schiffskommandanten abhing.
Die Royal Warrant bezog sich allein auf das Spezialgebiet ihrer Träger, verlieh ihnen also keine umfassende Befehlsgewalt, wie sie die von dem Marineministerium (Royal Admiralty) mit einem königlichen Offizierspatent (Royal Commission) ausgestatteten Seeoffiziere besaßen. Der WO blieb demnach stets Untergebener des Seeoffiziers; die Standesschranken zwischen den Fachleuten niederer Herkunft (von denen nur wenigen der Aufstieg zum regulären Offizier gelang) und den Befehlshabern aus den oberen sozialen Schichten blieben so gewahrt. Äußerlich zum Ausdruck kam dieser Umstand in der verspäteten, in der Royal Navy erst 1787 erfolgten Uniformierung der WO. Außerdem war ihre Royal Warrant aus Papier gefertigt, während die Royal Commission der Seeoffiziere aus wertvollerem Pergament bestand.

## Heutige Verwendung

### Vereinigtes Königreich
In den britischen Streitkräften sind Warrant Officers immer noch ranghohe Unteroffiziere (NCO), obwohl sie, wie die Offiziere, eine Königliche Vollmacht (Queen’s oder King’s warrant) haben. Vor WO muss nicht salutiert werden, aber sie werden von den niederen Dienstgraden mit Sir oder Ma’am angesprochen. Alle britischen WO stammen aus den Reihen der Unteroffiziere.

#### British Army

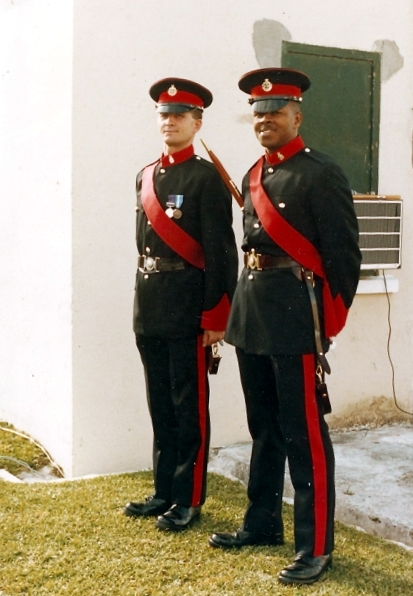
Bermuda Regiment Warrant Officers.

In der British Army gibt es seit 1915 zwei WO-Ränge, den Warrant Officer Class 2 (WO2; NATO-Rangcode OR-8) und den höherrangigen Warrant Officer Class 1 (WO1; NATO-Rangcode OR-9). Allgemein wird die Angabe aber mit römischen Ziffern vorgenommen (WOII und WOI). Der nächstniedere Rang zum WO2 ist der Staff Sergeant (NATO-Rangcode OR-7).
Mit der Army Order 70 von 1915 wurden die WO in der British Army vereinheitlicht, denn es gab zuvor schon bevollmächtigte Unteroffiziere, die als Regimental Sergeant Major seit 1879 in Infanterie- und Kavallerie-Regimentern den Posten des höchsten Unteroffiziers ausfüllten. Der höhere Posten des Regimental Sergeant Major wurde nun von einem WOI und der Posten des Company/Squadron Sergeant Major von einem WOII ausgefüllt.
Jeder Warrant Officer hat einen speziellen Aufgabenbereich und wird im Allgemeinen mit diesem bezeichnet.
WO1 tragen das königliche Wappen als Abzeichen am Ärmel, welches von einem Kranz umrandet sein kann, je nach Verwendung. Verwendungen für WO1 sind:
- Academy Sergeant Major (AcSM)

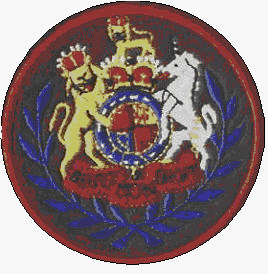
Abzeichen WOI

- Accountant Sergeant Major (nicht mehr verwendet)
- Armament Sergeant Major
- Armourer Sergeant Major
- Artificer Sergeant Major (ASM)
- Bandmaster (BM)
- Bugle Major
- Clerk of Works Sergeant Major
- Conductor (Cdr)
- Draughtsman Sergeant Major (nicht mehr verwendet)
- Drum Major
- Farrier Corporal Major
- Farrier Sergeant Major
- Foreman of Signals Sergeant Major
- Foreman of Works Sergeant Major (nicht mehr verwendet)
- Garrison Sergeant Major (GSM)
- Lithographer Sergeant Major (nicht mehr verwendet)
- Master Gunner 1st Class
- Master Gunner 2nd Class
- Orderly Room Sergeant Major (ORSM)
- Pipe Major
- Regimental Corporal Major (RCM)
- Regimental Sergeant Major (RSM)
- Royal Artillery Sergeant Major
- Saddler Sergeant Major
- Schoolmaster 1st Class (nicht mehr verwendet)
- Sergeant Major (obsolete)
- Senior Band Sergeant Major (SBSM)
- Sergeant Major Instructor (SMI)
- Staff Sergeant Major (SSM)
- Staff Sergeant Major 1st Class (nicht mehr verwendet)
- Sub-Conductor (nicht mehr verwendet)
- Superintending Clerk
- Surveyor Sergeant Major
- Trumpet Major

WO2 tragen eine Krone als Abzeichen am Ärmel, die bei Quartermaster Sergeants mit einem Kranz umrandet sein kann. Zwischen 1938 und 1947 galt dies für alle WO2 (siehe unten: WO3).
Verwendungen für WO2 sind:
- Armament Quartermaster Sergeant
- Armourer Quartermaster Sergeant
- Artificer Quartermaster Sergeant (AQMS)
- Band Corporal Major (BCM)
- Band Sergeant Major (BSM)
- Battery Sergeant Major (BSM)
- Bugle Major
- Clerk of Works Quartermaster Sergeant
- Company Sergeant Major (CSM)
- Draughtsman Quartermaster Sergeant
- Drill Sergeant
- Drum Major
- Engineer Clerk Quartermaster Sergeant
- Farrier Quartermaster Sergeant
- Foreman of Signals Quartermaster Sergeant
- Foreman of Works Quartermaster Sergeant (nicht mehr verwendet)
- Garrison Quartermaster Sergeant
- Lithographer Quartermaster Sergeant (nicht mehr verwendet)
- Master Gunner 3rd Class
- Orderly Room Quartermaster Sergeant (ORQMS)
- Pipe Major
- Quartermaster Sergeant Instructor (QMSI)
- Regimental Quartermaster Corporal (RQMC)
- Regimental Quartermaster Sergeant (RQMS)
- Saddler Quartermaster Sergeant
- Squadron Corporal Major (SCM)
- Squadron Sergeant Major (SSM)
- Staff Quartermaster Sergeant
- Surveyor Quartermaster Sergeant
- Technical Quartermaster Sergeant (TQMS)
- Troop Sergeant Major (TSM)
- Trumpet Major

Seit 1938 gibt es auch den nicht mehr verwendeten Rang des Warrant Officer III (WO3). Die einzigen Verwendungen dieser Ränge waren als Platoon Sergeant Major, Troop Sergeant Major und Section Sergeant Major . WO3 trugen eine Krone als Abzeichen am Ärmel, weshalb alle WO2 während dieser Zeit eine von einem Kranz umrandete Krone als Abzeichen trugen. Der Rang wurde in den 1940ern aufgehoben und es wurden keine neuen Soldaten in diesem Rang eingestellt, der Rang an sich wurde aber nie offiziell abgeschafft.
WO sollen eigentlich ihren Rang und ihre Verwendung kenntlich machen, beispielsweise WO2 (CSM) Smith oder WO1 (BM) Jones. Jedoch werden sie meist als CSM Smith oder Bandmaster Jones angesprochen. WO2 in der Verwendung eines Sergeant Major oder Corporal Major werden häufig als Sergeant Major oder Corporal Major gerufen. WO1 hingegen werden nur mit ihrem vollen Verwendungstitel oder dessen Abkürzung angesprochen, beispielsweise RSM oder Garrison Sergeant Major.
Wie WO angesprochen werden, hängt, wie vieles andere in der British Army auch, stark von den Traditionen ihres Regiments oder Korps ab. Jedoch gibt es Faustregeln:
- WO1 werden normalerweise von Offizieren mit Mr. Name und mit Sir oder Mr. Name von ihren Untergebenen angesprochen. (für weibliche WO1 Mrs. oder Miss Name, Ma’am)
- der Kommandierende Offizier, und er allein, hat das Privileg seinen Regimental Sergeant Major auch so zu nennen. Für alle anderen gilt die normale Form für WO1.
- WO2 werden normalerweise Sergeant Major, Corporal Major, Q (für Quartermaster Sergeants) oder Sir und Ma’am genannt.

Die vier höchsten WO-Verwendungen in der British Army sind in absteigender Reihenfolge:
- Conductor, Royal Logistic Corps
- Royal Artillery Sergeant Major, Royal Artillery
- Academy Sergeant Major, Royal Military Academy Sandhurst
- Garrison Sergeant Major, London District

#### Royal Air Force
Die Royal Air Force (RAF) übernahm 1918 die WO-Ränge vom Royal Flying Corps der British Army, ebenso die jeweiligen Abzeichen. Bis in die 1930er waren die Ränge bekannt als Sergeant Major 1st und 2nd Class. 1939 schaffte die RAF den Rang des WO2 ab und behielt den des WO1 bis heute als Warrant Officer.
Der heutige WO (NATO-Rangcode OR-9) trägt das königliche Wappen als Abzeichen am Ärmel. WO werden von ihren Untergebenen Mr., Mrs., Miss oder Sir und Ma’am genannt. Sie haben keine verschiedenen Verwendungsnamen, wie in der British Army oder bei den Royal Marines.
Der nächstniedere Dienstgrad ist der Flight Sergeant und der nächsthöhere der Pilot Officer, der niedrigste Offiziersrang.
1946 benannte die RAF die Warrant Officers ihrer Aircrews in Master Aircrew und 1950 ihre technischen WO in Master Technicians um. Im Gegensatz zum Master Technician, der nur bis 1964 überlebte, gibt es den Master Aircrew noch heute als Dienstgrad in der RAF.

#### Royal Marines
Die Royal Marines (RM) haben dieselben WO-Ränge wie die British Army, auch die Abzeichen sind dieselben, mit Ausnahme der WO2, die die Kranzumrandete Version der Krone als Abzeichen tragen.
Wie in der Army haben alle WO einen Verwendungstitel, mit dem sie angesprochen werden.
WO2 Verwendungen sind:
- Company Sergeant Major
- Regimental Quartermaster Sergeant
- Bandmaster
- Corps Drum Major

WO1 Verwendungen sind:
- Regimental Sergeant Major
- Bandmaster
- Corps Bandmaster
- Corps Bugle Major

Der niedere Dienstgrad zum WO2 ist der Colour Sergeant, das RM-Äquivalent des Staff Sergeant. Im Gegensatz zur Army und der RAF sind die WO der Royal Marines in der Laufbahn der Offiziere angesiedelt.

#### Royal Navy
Die Geschichte der Warrant Officers in der Royal Navy (RN) ist kompliziert, kann aber in zwei Abschnitte gegliedert werden:
- WO-Ränge gehören bis in die 1950er der Offizierslaufbahn an und sind vergleichbar mit denen der US-Streitkräfte.
- WO-Ränge sind ab den 1970ern ranghohe Unteroffiziere (NCO) wie in der British Army.

Ursprünglich waren Warrant Officers, wie in der Einleitung geschildert, altgediente Matrosen, deren Erfahrung und Autorität formal gewürdigt wurde. Dies schloss den Sailing Master (Steuermann), den Gunner (Kanonier), den Boatswain (Bootsmann) und den Carpenter (Schiffszimmerer) ein.
Ihre Position in der Hierarchie hing stark von ihrer genauen Aufgabe ab. Dem dienstältesten Midshipman (Offizieranwärter), dem Kaplan, dem Chirurgen und dem Proviantmeister war es erlaubt, mit dem Kapitän und den anderen Offizieren in der Offiziersmesse zu essen. Diese Ränge wurden Warrant Officers of Wardroom Rank genannt.
Seit dem 19. Jahrhundert wurden immer mehr WO zu Offizieren gemacht. 1949 hörte die Royal Navy mit dieser Praktik auf.
1973 schuf die RN den Rang des Fleet Chief Petty Officer (FCPO) als Äquivalent zum WO1 der British Army. Dieser wurde in den 1980ern in Warrant Officer umbenannt.
Seit 2004 gibt es in der RN auch einen WO2, nachdem der WO, wie in der Army, zum WO1 gemacht wurde. Der WO2 ersetzte den Verwendungstitel Charge Chief Petty Officer (CCPO). Letzteres war ein dienstalter Chief Petty Officer, jedoch kein eigentlicher Rang. Nur diejenigen mit der speziellen Verwendung als Charge Chief Arificier (ein CCPO in einer speziellen technischen Verwendung) wurden dem NATO-Rangcode nach in die Stufe OR-8 eingeordnet, wie andere WO2.
Die Royal Navy verwendet also inzwischen dieselben WO-Ränge wie die British Army und die Royal Marines. Sie tragen dieselben Abzeichen wie die WO der Royal Marines, das königliche Wappen (WO1) und die Kranzumrandete Krone (WO2) als Ärmelabzeichen.

### Australien
In den Australischen Streitkräften sind die Warrant Officers die ranghöchsten Unteroffiziere.

#### Royal Australian Navy
Die Royal Australian Navy (RAN) hat einen WO-Rang, vergleichbar mit den Australian-Army-WO1. Das Äquivalent zum WO2 der Australian Army ist der Chief Petty Officer.

#### Australian Army
Wie die British Army hat auch die Australian Army zwei WO-Ränge: WO1 und WO2. Ein WO2 kann den Posten eines Company Sergeant Major oder verschiedene Ausbildungs- oder Verwaltungsposten übernehmen. Ein WO1 kann als Regimental Sergeant Major (RSM) eines Bataillons oder einer vergleichbaren Einheit, als RSM einer Brigade oder eines größeren Verbandes, sowie vereinzelt auch auf Ausbildungs- oder Verwaltungsposten eingesetzt werden.
Warrant Officer Class 1 können zum Captain befördert werden, dies wird dann vorschriftsgemäße Dienstbeförderung (Prescribed Service Commission) genannt. Es ist sehr selten für einen solchen Offizier den Rang eines Major zu übersteigen oder einen Kommandoposten zu übernehmen.
Das Ärmelabzeichen des WO2 ist eine Krone, wohingegen der WO1 das australische Wappen als Ärmelabzeichen trägt.
Warrant Officers werden in der Australian Army von ihren Untergebenen mit Sir oder Ma’am angesprochen. Von Offizieren können sie mit ihrem Verwendungstitel angesprochen werden, beispielsweise Regimental Sergeant Major oder Company Sergeant Major.

#### Royal Australian Air Force
Die Royal Australian Air Force (RAAF) hat einen WO-Rang, vergleichbar mit dem Australian Army WO1. Das Äquivalent zum WO2 der Australian Army ist der Flight Sergeant.

### Vereinigte Staaten
In den US-Streitkräften war ein Warrant Officer ursprünglich und absolut ein speziell für ein Aufgabengebiet ausgebildeter Offizier. Mit der Zeit wuchs das WO-Korps jedoch stark an und die WO übernahmen auch Aufgaben verantwortlicher Offiziere oder Abteilungsleiter. Ihr Mitwirken und ihre Erfahrung waren immer mehr gefragt, weil ihre Qualifizierung stetig stieg, denn unter den WO ist der Anteil derjenigen, die einen Bachelor- und Master-Abschluss haben, sehr groß.
Warrant Officers bilden in der Hierarchie eine eigene Laufbahn. Wird ein Soldat mit dem ersten Dienstgrad der Laufbahngruppe, Warrant Officer 1 (WO1), eingestellt, erhält er vom Minister der Teilstreitkraft eine Vollmacht (warrant) um beschränkte Befehlsgewalt auf seinem Gebiet auszuüben. Bei der Beförderung zum Chief Warrant Officer (CW2 und darüber) werden die Soldaten vom US-Präsidenten auf denselben Schwur wie Offiziere vereidigt und erhalten damit die gleiche Form der Autorität (Offizierspatent). Von da an sind sie technisch gesehen Offiziere und genießen ähnliche Privilegien und Verantwortung. Bei den US-Streitkräften dürfen alle Warrant Officers in der Offiziersmesse essen.
Im Gegensatz zu den Offizieren, die rundum ausgebildete Alleskönner sein müssen, bleiben WO jedoch stets Spezialisten. Ihre Autorität bleibt auf ihren Aufgabenbereich beschränkt und erstreckt sich nicht auf das Kommando von Kampfeinsätzen. Eine Ausnahme bilden Chief Warrant Officers: Sie können Kommandoabteilungen, Einheiten und militärische Fahrzeuge befehligen sowie unterstellte Soldaten ausbilden, führen und beraten. Als militärische Führer und technische Experten bilden sie eine wichtige Ressource für die Kommandeure ihrer Einheiten. In der US Navy werden CWO häufig auf Posten eingesetzt, die eigentlich den Rang eines Lieutenant oder Lieutenant Commander erfordern.
In der US Army und dem US Marine Corps können CWO auf ähnlich Posten wie in der US Navy eingesetzt werden. Die US Army setzt, im Gegensatz zu den anderen Teilstreitkräften, viele ihrer Warrant Officers als (Hubschrauber-)Piloten ein. In Einheiten von der Bataillonsgrenze an aufwärts werden WO häufig als Adjutanten, medizinische Experten oder Instandsetzungsspezialisten eingesetzt.
Jede der Teilstreitkräfte hat eine eigene, leicht abgewandelte, Chief-Warrant-Officer-Laufbahn. Die Vorteile und Privilegien der WO sind dieselben, wie die der Offiziere, abhängig vom WO-Dienstgrad. Warrant Officers bekommen nahezu denselben Grundsold wie vergleichbar eingesetzte Offiziere. Da sie mitunter aber mehr Dienstjahre vorzuweisen haben, ist das Gesamtgehalt inklusive der Alterszuschläge oft höher.
Zum Vergleich:
- ein WO1 bezieht ein wenig mehr als ein O-1 (2nd Lieutenant oder Ensign*)
- ein CW2 bezieht fast denselben Sold wie ein O-3/O-4 (Captain oder Major)
- ein CW3 bekommt annähernd soviel Sold wie ein O-4/O-5 (Major oder Lieutenant Colonel) und
- ein CW4 bekommt fast denselben Sold wie ein O-5/O-6 (Lt. Colonel oder Colonel)

* „US Soldstufen“: siehe Artikel der jeweiligen Teilstreitkraft (USN, USA, USMC) oder Dienstgrade der Streitkräfte der Vereinigten Staaten.

#### US Navy
In der US Navy (USN) gibt es eigentlich keine Warrant Officers, denn der Dienstgrad des WO1 wird heute in aller Regel übersprungen, daher lautet ihre korrekte Bezeichnung Chief Warrant Officer. In der US Navy und der US Coast Guard muss man einen der drei ranghöchsten Unteroffizierdienstgrade (E-7 bis E-9) innehaben um als CWO eingestellt zu werden.
Die CWO der US Navy sind technische Experten, deren Fähigkeiten und Erfahrungen eine wichtige Rolle im  Schiffsbetrieb spielen. Wie die Briten auch hat die US Navy WO der einen oder anderen Art in ihren Rängen, seit den Anfängen als Kontinentalmarine. Am 23. Dezember 1775 erhielt John Berriman eine Vollmacht (warrant) um als Proviantmeister an Bord der Brigg Andrew Doria zu dienen. Die Vollmacht war dabei ein Patent des Vertrauens und der Ehre, jedoch kein Offizierspatent, das zum Kommando berechtigte.

#### US Coast Guard
Die Warrant Officers der US Coast Guard (USCG) sind ähnlich denen der US Navy, können jedoch im Gegensatz Kommandopositionen übernehmen. Sie tragen dieselben Abzeichen wie ihre Navy Gegenstücke, jedoch mit dem Wappen der USCG im Abzeichen anstelle der gekreuzten Anker der Navy. Zusätzlich wird über dem Rangabzeichen noch ein Abzeichen ihres Aufgabenbereichs getragen, so wie es USCG-Offiziere mit Navy Offizieruniformen tun. Die Coast Guard benutzt den CWO5-Rang nicht.

#### US Marine Corps
Seit 1916 hat das US Marine Corps (USMC) Warrant Officers als technische Spezialisten, die Dienste verrichten, die umfangreiches Wissen, Ausbildung und Erfahrung benötigen, um mit speziellen Waffensystemen oder Ausrüstung umzugehen. Die Pflicht und Verantwortung liegen höher als die eines ranghohen Unteroffiziers. Innerhalb kritischer Aufgabenbereiche sorgen die CWO des Marine Corps für Stabilität in den Offizierrängen. Die primäre Aufgabe der CWO ist es, einen  Personalstamm für ihre speziellen Aufgabenbereiche zu schaffen und auszubilden.
Chief Warrant Officer (CWO2–CWO5), die im MOS (Military Occupational Specialty) 0306 Infantry Weapons Officer dienen, bekommen einen Sonderrang verliehen, der Marine Gunner heißt. Ein Marine Gunner ersetzt die Chief-Warrant-Abzeichen am rechten Kragen mit einer explodierenden Bombe. Auch andere Chief Warrants werden manchmal als Gunner bezeichnet, aber diese Bezeichnung ist sachlich falsch. Die Bezeichnung als Gunner ist eher informell und dessen Nutzung hängt stark vom protokollarischen Rahmen der Situation und dem CWO selbst ab. Normalerweise wird es als mangelnder Respekt angesehen, wenn ein Mannschaftsmitglied (E-1 bis E-3) den CWO mit Gunner anspricht. Im normalen Dienstalltag gebrauchen Unteroffiziere, sowie Offiziere, den Begriff nur in informellen Situationen und wenn der CWO und seine Vorgesetzten es erlauben.
Im US Marine Corps und der US Army kann ein Soldat, anders als bei der US Navy, auch aus den niederen Unteroffizierrängen zum CWO aufsteigen. Daher haben diese Soldaten eine längere CWO-Karriere und größere Aufstiegsmöglichkeiten.

#### US Army
Der US Army Warrant Officer (AWO) ist ein hochspezialisierter Experte und Ausbilder, der in seinem Aufgabenbereich und in der militärischen Führung ständig weitergebildet wird. Er führt, verwaltet und setzt Ausrüstung in Stand. Der AWO führt seinen Aufgabenbereich oder seine technische Ausrüstung (beispielsweise einen Hubschrauber) für seine gesamte Dienstzeit. Angesprochen wird der CWO in der US Army von seinen Untergebenen meist mit Chief.
Die AWO-Laufbahn begann 1896 mit einem Büroangestellten im Hauptquartier. In der Army, wie im USMC, ist es möglich aus der Laufbahn der niederen Unteroffizierränge in die der AWO aufzusteigen.

#### US Air Force
Die US Air Force (USAF) hat ihr Warrant-Officer-Programm eingestellt.
Als die USAF 1947 im Zuge des National Security Act von der US Army getrennt und eine eigene Teilstreitkraft wurde, übernahm sie die Laufbahn der Warrant Officers. Jedoch wurde ihr Platz in der Air-Force-Hierarchie nie ganz klar. Als der US-Kongress in den späten 1950ern zwei neue hohe Unteroffizierränge genehmigte, beschloss die Air Force, dass diese zwei Dienstgrade die Lücke in der Kommandokette füllen könnten und Aufgabenbereiche übernehmen sollten, die vorher der Laufbahn der WO zugeteilt war.
So stellte die USAF ab 1959 keine Warrant Officers mehr ein. Im selben Jahr wurden auch die ersten Beförderungen in die neuen Unteroffizierdienstgrade (Chief Master Sergeant) erteilt. Viele der existierenden WO stiegen in den 1960er Jahren zu Offizieren auf, jedoch verblieb eine kleine Anzahl in der Laufbahn und diente für weitere 21 Jahre.
Der letzte Warrant Officer im aktiven Dienst war Chief Warrant Officer James H. Long, der 1980 in den Ruhestand ging. CWO Bob Barrow, der letzte Warrant Officer der Air Force Reserve, schied 1992 aus dem Dienst aus. Ab diesem Zeitpunkt verschwanden die Warrant Officer-Ränge aus der Air Force.

#### Warrant-Officer-Dienstgrade der US-Streitkräfte
| Warrant Officer1 der United States Navy | Warrant Officer1 der United States Navy | Warrant Officer1 der United States Navy | Warrant Officer1 der United States Navy | Warrant Officer1 der United States Navy | Warrant Officer1 der United States Navy | Warrant Officer1 der United States Navy |
| US-Soldstufe | W-5                                     | W-4                                     | W-3                                     | W-2                                     | W-1                                     |                                         |
| --- | --------------------------------------- | --------------------------------------- | --------------------------------------- | --------------------------------------- | --------------------------------------- | --------------------------------------- |
| Schulterklappe |                                         |                                         |                                         |                                         |                                         |                                         |
| Dienstgrad | Chief Warrant Officer 5                 | Chief Warrant Officer 4                 | Chief Warrant Officer 3                 | Chief Warrant Officer 2                 | Warrant Officer 1                       |                                         |
| Abkürzung | CWO5                                    | CWO4                                    | CWO3                                    | CWO2                                    | WO1                                     |                                         |
| NATO-Rangcode | WO-5                                    | WO-4                                    | WO-3                                    | WO-2                                    | WO-1                                    |                                         |
| 1 Die Navy hat, wie die US Army und das US Marine Corps auch, in ihren Reihen Warrant Officer. Diese Soldaten sind am ehesten mit Offizieren des militärfachlichen Dienstes in der Bundeswehr zu vergleichen. Sie sind auf ihrem Gebiet eingesetzte Spezialisten mit ähnlichen Befugnissen wie ein regulärer Offizier, jedoch nur in ihrer Fachverwendung. Um ein warrant (dt. Bevollmächtigung) zu erhalten und vom Secretary of the Navy zum Chief Warrant Officer berufen zu werden, muss man Unteroffizier der Soldstufe OR-7 bis OR-9 sein. |                                         |                                         |                                         |                                         |                                         |                                         |

| Warrant Officer1 des United States Marine Corps | Warrant Officer1 des United States Marine Corps | Warrant Officer1 des United States Marine Corps | Warrant Officer1 des United States Marine Corps | Warrant Officer1 des United States Marine Corps | Warrant Officer1 des United States Marine Corps |
| US-Soldstufe | W-5                                             | W-4                                             | W-3                                             | W-2                                             | W-1                                             |
| --- | ----------------------------------------------- | ----------------------------------------------- | ----------------------------------------------- | ----------------------------------------------- | ----------------------------------------------- |
| Schulterklappe |                                                 |                                                 |                                                 |                                                 |                                                 |
| Dienstgrad | Chief Warrant Officer 5                         | Chief Warrant Officer 4                         | Chief Warrant Officer 3                         | Chief Warrant Officer 2                         | Warrant Officer 1                               |
| Abkürzung | CWO5                                            | CWO4                                            | CWO3                                            | CWO2                                            | WO1                                             |
| NATO-Rangcode | WO-5                                            | WO-4                                            | WO-3                                            | WO-2                                            | WO-1                                            |
| 1 Das US Marine Corps hat in seinen Reihen, wie die Navy und die US Army auch, Warrant Officer. Im normalen Dienstalltag können sie, mit Ausnahme durch Mannschaftssoldaten, mit Gunner angesprochen werden. Chief Warrant Officer (CWO2-CWO5), die im MOS (Military Occupational Specialty) 0306 Infantry Weapons Officer dienen, bekommen einen Sonderrang verliehen, der Marine Gunner heißt. Ein Marine Gunner ersetzt die Chief Warrant-Abzeichen am rechten Kragen mit einer explodierenden Bombe als Abzeichen. Auch andere Chief Warrants werden manchmal fälschlicherweise als Gunner bezeichnet. Diese Soldaten sind am ehesten mit Offizieren des militärfachlichen Dienstes in der Bundeswehr zu vergleichen. Sie sind auf ihrem Gebiet eingesetzte Spezialisten mit ähnlichen Befugnissen wie ein regulärer Offizier, jedoch nur in ihrer Fachverwendung. "WO-1" ist die niedrigste Soldstufe. |                                                 |                                                 |                                                 |                                                 |                                                 |

| Warrant Officer der United States Army | Warrant Officer der United States Army | Warrant Officer der United States Army | Warrant Officer der United States Army | Warrant Officer der United States Army | Warrant Officer der United States Army |      |
| US-Soldstufe                           | W-5                                    | W-4                                    | W-3                                    | W-2                                    | W-1                                    |      |
| -------------------------------------- | -------------------------------------- | -------------------------------------- | -------------------------------------- | -------------------------------------- | -------------------------------------- | ---- |
| Schulterklappe                         |                                        |                                        |                                        |                                        |                                        |      |
| Dienstgrad                             | Chief Warrant Officer 5                | Chief Warrant Officer 4                | Chief Warrant Officer 3                | Chief Warrant Officer 2                | Warrant Officer 1                      |      |
| Abkürzung                              | CW5                                    | CW4                                    | CW3                                    | CW2                                    | WO1                                    |      |
| NATO-Rangcode                          | WO-5                                   | WO-4                                   | WO-3                                   | WO-2                                   | WO-1                                   | WO-1 |